# Leucophora grisea
Leucophora grisea este o specie de muște din genul Leucophora, familia Anthomyiidae, descrisă de Robineau-desvoidy în anul 1830.
Este endemică în Franța. Conform Catalogue of Life specia Leucophora grisea nu are subspecii cunoscute.